# Glasba v Severni Makedoniji
Makedonska glasba ima vplive glasbe drugih balkanskih držav zaradi skupne zgodovine, zlasti znotraj Bizantinskega in nato Osmanskega cesarstva ter nekdanje Jugoslavije. Slišati jo je mogoče tako v Severni Makedoniji kot v regijah Makedonije, v Grčiji in v Bolgariji, ki so prav tako del te kulturne posebnosti.       
Poklicna glasbena dejavnost je med osmansko okupacijo upadla, še naprej se je izvajala le ljudska glasba pod vplivom ciganske glasbe ali chalgije. Šele v 19. stoletju se je v državi začutilo glasbeno preporod vseh žanrov. Vrhunec je glasba dosegla v 20. stoletju, ustvarjanju novih ljudskih zvrsti in nacionalne klasične glasbe. Trenutna glasba je pod močnim vplivom zahodnih različic, vendar ohranja tradicionalne elemente.